# En engelsk skandal
En engelsk skandal (engelska: A Very English Scandal) är en brittisk verklighetsbaserad dramakomedi-miniserie från 2018. Serien är baserad på John Prestons bok A Very English Scandal från 2016. Serien premiärvisades på BBC One den 20 maj 2018. I Sverige hade den premiär den 16 december 2018 på SVT1. Serien är en dramatisering av Thorpeaffären som utspelade sig åren 1976-1979, samt de mer än 15 år av händelser som ledde fram till den. I huvudrollerna som Jeremy Thorpe och Norman Josiffe ses Hugh Grant och Ben Whishaw.

## Handling
Den brittiske politikern Jeremy Thorpe inleder 1961 en intensiv romans med den 21-årige stallpojken Norman Josiffe. Homosexualitet är ännu olagligt, och när förhållandet flera år senare spricker blir Norman en hemlighet som Jeremy desperat försöker gömma undan. Men Norman Josiffe är ingen som låter sig glömmas bort, han blir Thorpes värsta mardröm, genom att inte skyla det som Thorpe gör precis allt för att skyla. Ju mer Thorpe förnekar, ju högre skriker Norman. 

## Rollista i urval
- Hugh Grant – Jeremy Thorpe
- Ben Whishaw – Norman Josiffe / Norman Scott
- Monica Dolan – Marion Thorpe
- Alice Orr-Ewing – Caroline Allpass
- Alex Jennings – Peter Bessell
- Jonathan Hyde – David Napley
- Eve Myles – Gwen Parry-Jones
- David Bamber – Arthur Gore, 8:e earl av Arran
- Jason Watkins – Emlyn Hooson
- Naomi Battrick – Diana Stainton
- Blake Harrison – Andrew Newton
- Michelle Fox – Lyn
- Adrian Scarborough – George Carman
- Patricia Hodge – Ursula Thorpe
- Michele Dotrice – Edna Friendship
- Michael Culkin – Reggie Maudling
- Susan Wooldridge – Fiona Gore, grevinnan av Arran
- Anthony O'Donnell – Leo Abse